# Keshia Kwadwo

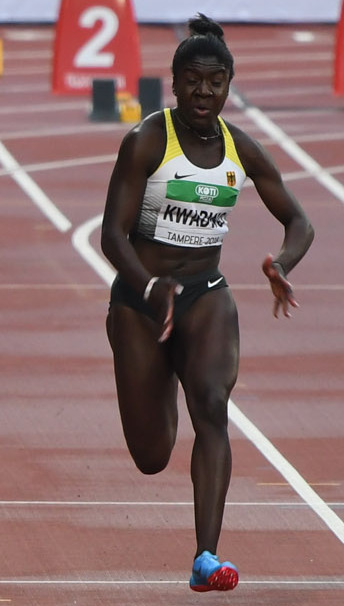
Keshia B. Kwadwo (2018)

Keshia Beverly Kwadwo (* 10. Juli 1999 in Dortmund, Nordrhein-Westfalen) ist eine deutsche Leichtathletin und erfolgreich als Sprinterin.

## Berufsweg
Seit September 2018 befindet sie sich in der Ausbildung zur Polizeivollzugsbeamtin bei der Bundespolizei. Die Polizeimeisteranwärterin ist Angehörige der Bundespolizeisportschule Kienbaum, der Spitzensportfördereinrichtung der Bundespolizei für Sommer- und Ganzjahressportarten.

## Sportliche Laufbahn
Als Keshia Kwadwo acht Jahre alt war, stellte sie fest, dass sie beim Laufen viel schneller war als die anderen Kinder, und entschied sich, vom Schwimmen zur Leichtathletik zu wechseln. Kwadwo startete seit ihrer Jugend für den TV Wattenscheid 01 und ist seit 2020 beim LC Paderborn aktiv.
2014 war Kwadwo Deutsche U16-Meisterin über die 100 Meter und wurde Deutsche U18-Meisterin mit der 4-mal-100-Meter-Staffel. Am Jahresende führte sie die Bestenliste der Schülerinnen U16 mit 11,80 s über die 100 Meter an.
2015 holte sich Kwadwo bei den Deutschen Jugendhallenmeisterschaften U20 in der 4-mal-200-Meter-Staffel den dritten Platz und kam über die 60 Meter auf den vierten Platz. Mit der 4-mal-100-Meter-Staffel wurde Kwadwo Deutsche U18-Meisterin. International belegte sie bei den U18-Weltmeisterschaften in der kolumbianischen Hauptstadt Bogotá auf der 100-Meter-Distanz Platz acht.
2016 setzten sich die Erfolge fort. Sie wurde Deutsche U20-Hallenvizemeisterin über 60 Meter und Deutsche U18-Meisterin auf der 100-Meter-Distanz. Mit der 4-mal-100-Meter-Staffel wurde Kwadwo bei den Aktiven Deutsche Vizemeisterin. International holte sie ihre erste Medaille, als sie in der georgischen Hauptstadt Tiflis über 100 Meter U18-Europameisterin wurde. Ein paar Tage später kam sie bei den U20-Weltmeisterschaften in Bydgoszcz (Polen) mit der 4-mal-100-Meter-Staffel auf den dritten Platz.
2017 war ihr bis dahin erfolgreichstes Jahr. In der Hallensaison wurde Kwadwo Deutsche U20-Hallenmeisterin über 60 Meter und holte mit der 4-mal-200-Meter-Staffel den dritten Platz. Bei den Juniorinnen wurde sie Deutsche U23-Meisterin über 100 Meter. Bei den Aktiven belegte Kwadwo über 100 Meter den vierten Platz. Bei den Jugendmeisterschaften wurde sie Deutsche U20-Meisterin über 100 Meter und Deutsche U20-Vizemeisterin mit der 4-mal-100-Meter-Staffel. International wird Kwadwo in Grosseto (Italien) mit neuem U20-Weltrekord in 43,27 s U20-Europameisterin mit der 4-mal-100-Meter-Staffel und holte ihre zweite internationale Einzelmedaille als U20-Vizeeuropameisterin über 100 Meter.
2018 wurde Kwadwo Deutsche Hallenvizemeisterin über 60 Meter und holte mit der 4-mal-200-Meter-Staffel des TV Wattenscheid 01 den Hallentitel.
Bei den Deutschen Hallenmeisterschaften 2020 sprintete Keshia Kwadwo auf Rang fünf, direkt hinter ihrer Schwester und Vereinskameradin Yasmin Kwadwo.
Kwadwo gehört zum Perspektivkader des Deutschen Leichtathletik-Verbandes (DLV).

## Privates
Kwadwos Eltern stammen aus Ghana. Keshia hat eine ältere Schwester, Yasmin, die ebenfalls in der Leichtathletik aktiv ist, und einen Bruder, Leroy, der Fußballprofi ist.

## Auszeichnungen
- 2015, 2016 und 2017 Bochums „Eliteschülerin des Sports“[7]
- 2017 von der Deutschen Sporthilfe als „Junior-Sportler des Jahres“ in der Mannschaftswertung ausgezeichnet[8]

## Bestleistungen
Halle60 m: 7,34 s (Halle (Saale), U20-Hallen-Länderkampf, 4. März 2017)
200 m: 24,37 s (Dortmund, Hallensportfest, 8. Januar 2017)
4 × 200 m: 1:35,30 min (Dortmund, Deutsche Hallenmeisterschaften, 18. Februar 2018)
Freiluft100 m: 11,33 s (+1,7 m/s) (Ulm, Deutsche Jugendmeisterschaften (U20), 4. August 2017)
200 m: 23,89 s (±0,0 m/s) (Gladbeck, Borsig-Meeting, 3. Juni 2017)
4 × 100 m: 43,27 s (Grosseto, U20-Europameisterschaften, 23. Juli 2017)

## Erfolge
national
- 2014: Deutsche U16-Meisterin (100 m und 4 × 100 m)
- 2014: Deutsche U18-Meisterin (4 × 100 m)
- 2015: 3. Platz Deutsche U20-Hallenmeisterschaften (4 × 200 m)
- 2015: 4. Platz Deutsche U20-Hallenmeisterschaften (60 m)
- 2015: Deutsche U18-Meisterin (100 m und 4 × 100 m)
- 2016: Deutsche U20-Vizehallenmeisterin (60 m)
- 2016: Deutsche U18-Meisterin (100 m)
- 2016: Deutsche Vizemeisterin (4 × 100 m)
- 2017: Deutsche U20-Hallenmeisterin (60 m)
- 2017: 3. Platz Deutsche U20-Hallenmeisterschaften (4 × 200 m)
- 2017: Deutsche U23-Meisterin (100 m)
- 2017: 3. Platz Deutsche Meisterschaften (4 × 100 m)
- 2017: 4. Platz Deutsche Meisterschaften (100 m)
- 2017: Deutsche U20-Meisterin (100 m)
- 2017: Deutsche U20-Vizemeisterin (4 × 100 m)
- 2018: Deutsche Hallenmeisterin (4 × 200 m)
- 2018: Deutsche Hallenvizemeisterin (60 m)

international
- 2015: 8. Platz U18-Weltmeisterschaften (100 m)
- 2016: U18-Europameisterin (100 m)
- 2016: 3. Platz U20-Weltmeisterschaften (4 × 100 m)
- 2017: U20-Europameisterin (4 × 100 m)
- 2017: U20-Vizeeuropameisterin (100 m)